# Santiago Jaime Latre
Santiago Jaime Latre (Sarinyena, Província d'Osca, Aragó, 17 de juny de 1979) és un àrbitre de futbol de la Primera Divisió d'Espanya. Pertany al Comitè d'Àrbitres d'Aragó.

## Trajectòria
Va començar arbitrant de casualitat el 1994, perquè diversos companys en l'institut eren àrbitres. En aquells moments jugava en l'equip cadet del CD Sariñena. Va anar ascendint les categories del futbol regional aragonès fins a arribar a la Tercera Divisió Espanyola. L'any 2002 se li comunica el seu ascens a Segona Divisió B. La temporada 2006-2007 tan sols va arbitrar durant mitja temporada en ser traslladat a Bòsnia com a cap del Centre de Comunicacions de l'aeroport de Móstar. La temporada 2009-10 aconsegueix l'ascens a Segona Divisió, on hi passa 5 temporades fins que la temporada 2014-15 aconsegueix l'ascens a Primera Divisió d'Espanya conjuntament amb el col·legiat basc Iñaki Vicandi Garrido i al col·legiat andalús Mario Melero López.
Va debutar el 29 d'agost de 2014 a Primera Divisió en un Getafe Club de Futbol contra la Unió Esportiva Almeria (1-0).

## Temporades
| Categoria          | País    | Any       | Partits |
| ------------------ | ------- | --------- | ------- |
| Tercera Divisió    | Espanya | 2001-2002 |         |
| Segona Divisió "B" | Espanya | 2002-2009 | 94      |
| Segona Divisió     | Espanya | 2009-2014 | 116     |
| Primera Divisió    | Espanya | 2014-     | 119     |

## Premis
- Xiulet d'Or de Segona Divisió (2): 2012 i 2013